# Narusawa
Narusawa (鳴沢村?) è un villaggio giapponese della prefettura di Yamanashi.
All'interno del comune è presente la Grotta di ghiaccio Narusawa, una grotta la cui temperatura media è di 3 °C.